# دهستان سبلان
دهستان سبلان نام دهستانی در بخش سبلان شهرستان سرعین، استان اردبیل در ایران است. براساس سرشماری مرکز آمار ایران در سال ۱۳۸۵، جمعیت آن ۴۸۷۵ نفر (۱۰۸۴ خانوار) بوده‌است.